# Monaster św. Michała Archanioła w Odessie
Monaster św. Michała Archanioła – prawosławny żeński klasztor w Odessie, w jurysdykcji eparchii odeskiej Ukraińskiego Kościoła Prawosławnego Patriarchatu Moskiewskiego.

## Historia
W 1835 Michaił Woroncow wzniósł nad morzem na terenie Odessy cerkiew św. Michała Archanioła. Pięć lat później Świątobliwy Synod Rządzący postanowił zorganizować przy świątyni żeński monaster. Mniszki prowadziły szpital, szkołę dla osieroconych dziewczynek oraz stołówkę dla ubogich. Wspólnota istniała do 1923, gdy została zamknięta z powodu odmowy przyłączenia się do Żywej Cerkwi. W 1931 monasterski sobór św. Michała Archanioła i dzwonnica zostały wysadzone w powietrze.
W 1942, gdy Odessa znajdowała się pod okupacją niemiecką, działalność monasteru została wznowiona. We wspólnocie zebrało się ponad 70 mniszek. Klasztor działał do 1961, gdy władze radzieckie zlikwidowały wspólnotę, a jej siedzibę przekazały szpitalowi gruźliczemu.
Monaster został reaktywowany w 1992. Szczególne wysiłki na rzecz odbudowy zniszczonych budynków monasterskich i odnowienia życia liturgicznego poczynił metropolita odeski Agatangel. Mniszki ponownie podjęły działalność charytatywną i otworzyły pracownie szycia szat liturgicznych i wytwarzania utensyliów dla cerkwi. Klasztor prowadzi dwie placówki filialne: skity Narodzenia Matki Bożej w Baranowie oraz Wniebowstąpienia Pańskiego w Odessie.